# Mucc
I Mucc (ムック?, Mukku) sono un gruppo musicale giapponese molto noto della scena visual kei, formatosi a Ibaraki nel 1997. Il nome della band venne preso da un personaggio di un cartone animato molto famoso in Giappone. Sono anche conosciuti col nickname "69", poiché in giapponese i numeri sei e nove vengono pronunciati rispettivamente "mu" e "ku". Fino ad ora la band conta 13 album in studio. Il loro stile musicale è molto eclettico e vario, inglobando in sonorità metal vari elementi, dal rock sperimentale al post-grunge, fino ad includere recentemente, influenze disco e swing nel proprio sound.

## Storia
Formati nel 1997 da Miya, Tatsurou, Satochi e Hiro, inizialmente suonarono cover dei The Blue Hearts e dei Glay (gruppo musicale). Nel 1999 Hiro lascia la band e viene rimpiazzato da Yukke, amico d'infanzia di Miya. A Dicembre dello stesso anno pubblicano il loro primo EP, Antique. Rilasciano il loro primo album, Tsūzetsu nel gennaio del 2001. Nel 2002 entrano sotto contratto con la casa discografica Danger Crue, e pubblicano il loro secondo album Hōmura uta.
I Mucc debuttano in Europa nell'agosto del 2005, tra cui un live al Wacken Open Air. L'anno seguente, suonano negli Stati Uniti all'Otakon anime convention. Ritorneranno negli Stati Uniti nel 2007 per il JRock Revolution Festival.
Parteciparono al tour Taste of Chaos 2008, che fece tappa in 40 città fra gli Stati Uniti e il Canada tra febbraio e maggio, insieme ad altre due band giapponesi quali D'espairsRay e The Underneath. A maggio, dopo essere ritornati in Giappone, suonano al memoriale di Hide, insieme ad altri famosi gruppi rock come gli X Japan, Luna Sea, Versailles (gruppo musicale giapponese) e Heidi. A ottobre il Taste of Chaos tour arriva in Europa, nei Paesi Bassi, Germania, Danimarca, Svezia, Finlandia e Regno Unito. Suonano inoltre al The Fillmore New York at Irving Plaza il 7 dicembre 2008 e all'House of Blues a Los Angeles il 10 dicembre.
Nel 2009, tornano ancora una volta in Europa per il loro Solid Sphere Tour iniziando con un live in Russia il 3 ottobre, e per la prima volta arrivano anche nell'America Latina (Cile e Messico). La band finisce il tour il 16 novembre al JCB Hall in Giappone con un totale di 18 canzoni. Iniziano il 2010 con un live alla NHK Hall, dove annunciano che quello stesso anno avrebbero rilasciato un nuovo album. Karma viene pubblicato il 6 ottobre e presenta delle sonorità post-disco e dance unite al loro tipico suono rock e metal.
Il 21 Maggio 2011, al loro live Mucc History Gigs 97 - 11 tenutosi al Nippon Budokan, annunciano che sarebbero passati sotto una nuova casa discografica, la Sony Music Entertainment Japan. Il loro singolo Akatsuki venne venduto esclusivamente per la prima volta a quel concerto e il giorno seguente, fu disponibile in download digitale. Il ricavato venne dato in beneficenza alle vittime colpite dal terremoto e maremoto del Tōhoku del 2011. Il loro singolo successivo, Nirvana, venne pubblicato il 7 marzo 2012 e usato come sigla per l'anime Inu x Boku SS. È il loro terzo contributo per una serie animata; precedentemente la loro canzone Chain Ring venne utilizzata come sigla finale all'adattamento ZOMBIE-LOAN e il loro terzo singolo Yakusoku venne utilizzato come sigla iniziale in Night Raid 1931.

### 15º anniversario
Un album intitolato Aishuu no Antique, composto da tracce rimasterizzate provenienti principalmente dai loro 2 EP Antique e Aishuu venne distribuito al loro live del 15º anniversario, tenutosi al Makuhari Messe il 9 Giugno 2012. Al concerto annunciano che da lì a tre mesi verrà pubblicato un DVD che documenta l'intero live. Annunciano inoltre l'uscita del loro undicesimo album, Shangri-La, che avverrà il 30 novembre 2012. Il terzo singolo dell'album, Mother, venne pubblicato il 31 ottobre e divenne una delle sigle finali per Naruto Shippuden. Invece, la canzone Kyoran Kyosho - 21st Century Baby venne utilizzata come colonna sonora per il film horror Fuan no Tane.

## Formazione
- Tatsurou (逹瑯) - voce, armonica
- Miya (ミヤ) - chitarra, cori
- Satochi (SATOち) - batteria, percussioni, cori
- Yukke (YUKKE) - basso, contrabbasso, elSectric upright bass, cori

## Discografia

### Album studio
| Album         | Japanese     | Release date      |
| ------------- | ------------ | ----------------- |
| Tsūzetsu      | 痛絶         | January 7, 2001   |
| Hōmura Uta    | 葬ラ謳       | September 6, 2002 |
| Zekū          | 是空         | September 3, 2003 |
| Kuchiki no Tō | 朽木の灯     | September 1, 2004 |
| Hōyoku        | 鵬翼         | November 23, 2005 |
| 6             |              | April 26, 2006    |
| Gokusai       | 極彩         | December 6, 2006  |
| Shion         | 志恩         | March 26, 2008    |
| Kyūtai        | 球体         | March 4, 2009     |
| Karma         | カルマ       | October 6, 2010   |
| Shangri-La    | シャングリラ | November 28, 2012 |

### EPs
| Album   | Japanese     | Release date      |
| ------- | ------------ | ----------------- |
| Antique | アンティーク | December 25, 1999 |
| Aishū   | 哀愁         | December 25, 2001 |

### Live albums
| Album                                                      | Release date     |
| ---------------------------------------------------------- | ---------------- |
| Kuchiki no Tō Live at Roppongi 朽木の灯ライヴアット六本木? | January 26, 2005 |
| Psychedelic Analysis サイケデリックアナライシス?           | March 28, 2007   |

### Compilation albums
| Album                                | Release date    |
| ------------------------------------ | --------------- |
| Cover Parade                         | June 6, 2006    |
| Best of Mucc                         | June 6, 2007    |
| Worst of Mucc                        | June 6, 2007    |
| Coupling Best                        | August 12, 2009 |
| Coupling Worst                       | August 19, 2009 |
| Aishū no Antique 哀愁のアンティーク? | August 22, 2012 |

### Singles
| Date | Title                          | Album             |
| ---- | ------------------------------ | ----------------- |
| 2000 | "Shōfu/Hai"                    | Tsūzetsu          |
| 2001 | "Aoban"                        | No featured album |
| 2001 | "Akaban"                       | Hōmura Uta        |
| 2002 | "Fu o Tataeru Uta"             | Hōmura Uta        |
| 2002 | "Suisō"                        | Hōmura Uta        |
| 2003 | "Ware, Arubeki Basho"          | Zekū              |
| 2004 | "Rojiura Boku to Kimi e"       | Kuchiki no Tō     |
| 2004 | "Monokuro no Keshiki"          | Kuchiki no Tō     |
| 2005 | "Kokoro no Nai Machi"          | Hōyoku            |
| 2005 | "Ame no Orchestra"             | Hōyoku            |
| 2005 | "Saishū Ressha"                | Hōyoku            |
| 2006 | "Gerbera"                      | Gokusai           |
| 2006 | "Ryūsei"                       | Gokusai           |
| 2006 | "Utagoe"                       | Gokusai           |
| 2006 | "Horizont"                     | Gokusai           |
| 2007 | "Libra"                        | Shion             |
| 2007 | "Flight"                       | Shion             |
| 2007 | "Fuzz"                         | Shion             |
| 2008 | "Ageha"                        | Kyūtai            |
| 2009 | "Sora to Ito"                  | Kyūtai            |
| 2009 | "Freesia"                      | Karma             |
| 2009 | "Diorama"                      | No featured album |
| 2010 | "Yakusoku"                     | Karma             |
| 2010 | "Falling Down"                 | Karma             |
| 2011 | "Akatsuki"                     |                   |
| 2011 | "Arcadia" (feat. Daishi Dance) |                   |
| 2012 | "Nirvana"                      |                   |
| 2012 | "Mother"                       | Shangri-la        |

### V/A Compilation
| Album                                              | Release date      |
| -------------------------------------------------- | ----------------- |
| Hot Indies Best Selection Vol. 1                   | August 25, 1998   |
| Non Standard File: @6Sight                         | July 16, 2000     |
| Shock Edge 2001                                    | September 1, 2001 |
| Boøwy Respect                                      | December 24, 2003 |
| Rock Nippon Noriko Shoji Selection                 | January 24, 2007  |
| Luna Sea Memorial Cover Album -Re:birth-           | December 19, 2007 |
| Cloverfield: Rob's Party Mix                       | January 17, 2008  |
| Detroit Metal City Tribute Album: Ikenie Metal Mix | March 28, 2008    |
| This is for You: The Yellow Monkey Tribute Album   | December 9, 2009  |
| Parade II -Respective Tracks of Buck-Tick-         | July 4, 2012      |

### Videos
- 2003 Natsu no Tour Nihon Rettou Konton Heisei Shinnoju (日本列島混沌平成心ノ中, December 10, 2003)
- Mucc History DVD The Worst (December 22, 2004)
- Tonan no Hōyoku (図南の鵬翼, March 29, 2006)
- Mucc World Tour Final 666 at Nippon Budokan (December 10, 2006)
- Mucc -Live Chronicle- (November 28, 2007)
- Mucc -Live Chronicle 2- (December 24, 2008)
- The Clips -Track of Six Nine-  (August 5, 2009)
- Mucc -Live Chronicle 3 - "Kyūtai" in Nippon Budokan-  (December 23, 2009)
- Winter Circuit 2010 @ NHK Hall (February 14, 2011)
- Mucc Chemical Parade (November 23, 2011)
- Shisei (August 22, 2012)
- Misshitsu (September 13, 2012)
- Kodou (October 3, 2012)

### Demos
- "No!?" (October 1997)
- "Aika" (March 20, 1998)
- "Tsubasa o Kudasai" (December 1, 1998)
- "Shūka" (February 14, 1999)
- "Aka" (July 24, 1999)